# Croton borhidii
Espèce
Croton borhidii est une espèce de plantes à fleurs du genre Croton et de la famille des Euphorbiaceae, présente à Cuba.
Il a deux variétés :
- Croton borhidii var. baracoensis Borhidi & O.Muñiz
- Croton borhidii var. borhidii